# المعلاء (السوادية)

تعديل مصدري - تعديل

المعلاء هي إحدى قرى عزلة ذاهبة بمديرية السوادية التابعة لمحافظة البيضاء، بلغ تعداد سكانها 273 نسمة حسب تعداد اليمن لعام 2004.